# Писсарро, Люсьен
Люсьен Писсарро (фр. Lucien Pissarro; 20 февраля 1863, Париж — 10 июля 1944) — французский художник, график и ксилограф, представитель пуантилизма. Сын Камиля Писсарро. Начиная с 1890 года жил и работал в Англии.

## Жизнь и творчество
Учился живописи под руководством отца. В 1885 году Люсьен через отца познакомился с Полем Синьяком и Жоржем Сёра, чьи дружба и творчество оказали на него влияние. В 1886 году он выставил на 8-й выставке импрессионистов десять своих работ, в которых чувствовалось влияние Сёра и Синьяка. В большинстве своем публика и критики не могли отличить друг от друга произведения Сёра, Синьяка и обоих Писсарро. Необычность картин, созданных этими различными художниками, работавшими идентичной палитрой и опиравшимися на общий метод, была слишком разительна для того, чтобы посетители могли уловить тонкие индивидуальные особенности.
Интересовался также скульптурой и графикой. Вместе с Максимильеном Люсом он основал в Ланьи художественную группу «Groupe de Lagny», которая считала своей задачей развитие теории цвета Жоржа Сёра и его техники разделения цвета. Выставлял свои работы и в Брюсселе в 1888 году, с бельгийской авангардистской группой художников Les XX.
С 1890 года Л. Писсарро живёт и работает в Лондоне. В 1892 году Люсьен женился на Эстер Бенсусан; их единственная дочь, Оровида (англ.), тоже стала художницей. Люсьен сыграл важную роль в распространении импрессионизма в Англии. С 1904 года он регулярно выставлялся в Новом английском клубе искусств (англ.), а позже участвовал в выставках группы Fitzroy Street Group.
В 1916 принял британское подданство. Был одним из основателей художественной группы Кэмден Таун. В 1919 году создал группу Монарро, с секретариатами в Лондоне (руководитель — художник Джеймс Боливар Мэнсон) и в Париже (руководитель — бельгийский художник Тео ван Рейссельберге), целью которой было возрождение интереса общественности к импрессионистской живописи, в особенности к творчеству Клода Моне и Камиля Писсарро. Группа просуществовала три года.
Пейзаж оставался основной темой в его творчестве, но Писсарро изредка писал и натюрморты, и портреты (в основном своей семьи). После отъезда Люсьена в Англию Камиль Писсарро начал длительную, почти ежедневную переписку с сыном. Эти письма являются важными документами в истории импрессионизма.